# هندي بن عبد الله السحيمي
هندي بن عبد الله السحيمي (1973م)، مساعد وزير المالية السعودي من 27 ديسمبر 2018م، وشغل قبلها العديد من المناصب من أبرزها: منصب وكيل شؤون الميزانية والتنظيم المكلف، ووكيل الوزارة للشؤون المالية والحسابات المكلف بوزارة المالية عام 2017م.

## التعليم
- ماجستير محاسبة من كلية العلوم الإدارية بجامعة الملك سعود عام 2004م.[3]
- بكالوريوس محاسبة من كلية العلوم الإدارية بجامعة الملك سعود عام 1997م.

حصل على العديد من الدورات المتخصصة في مجال الميزانية وتحليل التكاليف وإدارة الأداء المالي، منها:
- برنامج أكسفورد للإدارة المتقدمة والقيادة عام 2007م في أكسفورد.
- برنامج المهارات الأساسية في التحليل من معهد نيويورك المالي في الولايات المتحدة الأمريكية عام 2006م.[4]

## العمل والمناصب
- عين مساعداً لوزير المالية بالمرتبة الممتازة بتاريخ 27 ديسمبر 2018م.[5][6]
- وكيل شؤون الميزانية والتنظيم المكلف، ووكيل الوزارة للشؤون المالية والحسابات المكلف بوزارة المالية 2017م.
- مستشار مالي بمكتب معالي وزير الدولة، وعضو مجلس الوزراء وعضو مجلس الشؤون الاقتصادية والتنمية بالأمانة العامة بمجلس الوزراء 2015 -2017م.
- مدير الإدارة المالية في هيئة السوق المالية 2010 - 2015م.
- مدير وحدة الميزانية والتقارير المالية في هيئة السوق المالية 2004-2010م.
- مدير الشؤون المالية والإدارية في شركة عدوان للصناعات الكيمائية المحدودة 2001- 2004م.
- مدير المحاسبة في شركة عدوان للصناعات الكيمائية المحدودة 1998- 2000م.
- محاسب في شركة عدوان للصناعات الكيمائية المحدودة 1997- 1998م.[7]

### عضويات
- عضو مجلس إدارة صندوق الفعاليات الاستثماري من نوفمبر 2019.[8][9]
- عضو مجلس إدارة مجلس التنمية السياحي.
- عضو مجلس إدارة مركز إذاعة الشرق الأوسط.
- عضو مجلس إدارة مجموعة MBC.[10][11]
- عضو مجلس إدارة شبكة العربية.
- رئيس مجلس إدارة شركة إكتفاء.
- رئيس مجلس إدارة شركة الإستدامة القابضة.
- عضو مجلس الإدارة القدية للإستثمار.[4]